# Кровяной суп
Кровяно́й суп — любой суп, в котором в качестве основного ингредиента используется кровь.
Различные варианты кровяных супов существуют в кухнях разных стран мира, как то:
- Годля[словен.] — традиционный словенский суп с кровью.
- Динугуан[англ.] — филиппинский суп из свиной крови[1].
- Кровяной пудинг (вьет. tiết canh) — вьетнамский суп из утиной крови.
- Микирокка[англ.] — традиционное финское блюдо из крови.
- Прделачка[англ.] — традиционный чешский суп из свиной крови, который готовят в сезон забоя свиней.
- Саксанг — индонезийское блюдо из свинины или собачатины, в которое добавляется кровь соответствующего животного и разнообразные пряности.
- Свартсоппа[англ.] — шведский суп с гусиной (или иногда свиной) кровью, популярный в провинции Сконе.
- Спартанская похлёбка — суп из свиной крови в древнегреческой кухне.
- Суп из куриной и утиной крови[кит.] — кровяной суп, популярный в Шанхае (Китай).
- Суп из утиной крови и вермишели[англ.] — традиционный деликатес в Нанкине (Китай).
- Фритада — мексиканское блюдо, готовящееся из крови козла (cabrito).
- Хэджангук — корейский суп из застывшей бычьей крови, китайской капусты и других овощей. Известен как «средство от похмелья».
- Чёрная поливка — польский и белорусский суп из свиной, гусиной или утиной крови.
- Шварцзауэр — германский суп из свиной крови с уксусным маринадом и пряностями.
- Крувайне[лит.] — литовский кровяной суп[2], распространённый в Дзукии.
- Яварлукру[англ.] — эквадорское блюдо, в состав которого входит кровь ягнят, авокадо и красный лук.